# Карл Альберт Гассельбалх
Карл Альберт Гассельбалх (данська вимова: [ˈkʰɑˀl ˈælˀpɐt ˈhæsl̩ˌpælˀk]; 1 листопада 1874 – 19 вересня 1962) — данський лікар і хімік, відомий роботою над рівнянням Гендерсона — Гассельбалха.

## Життєпис
Гассельбалх народився 1 листопада 1874 року в Острупі, поблизу Йоррінга (Данія). Здобув медичний ступінь 1898 року та докторський ступінь 1899 року за дисертацію про респіраторний метаболізм у курячого ембріона.

### Кар'єра
Гассельбалх був піонером використання вимірювання pH у медицині (разом із Християном Бором, батьком Нільса Бора), й описав, як спорідненість крові до кисню залежить від концентрації вуглекислого газу. Він також першим визначив pH крові. 1916 року Гассельбалх перетворив рівняння Лоуренса Джозефа Гендерсона 1908 року в логарифмічну форму, відому зараз як рівняння Гендерсона — Гассельбалха.